# Måleusikkerhed
Måleusikkerhed er den nøjagtighed, man kan måle et eller andet med. Eksempelvis længden mellem to punkter. Resultatet angives således 12324,763 +/- 0,012 m. (måleresultatet +/- måleusikkerheden).
Uanset hvordan man måler, vil man altid få et resultat, som i større eller mindre grad afviger fra den sande værdi; dette betegnes som måleusikkerhed.
Man skelner mellem tilfældig og systematisk variation af måleusikkerhed
Systematisk variation er en variation, som påvirker alle målinger på samme måde. En typisk kilde til systematisk variation er fejl i kalibrering af måleudstyret. Dette giver derfor et forkert resultat.
Tilfældig variation er variation, som påvirker alle målinger forskelligt. Dette giver ved flere målinger et brugbart resultat med en tilhørende måleusikkerhed.